# Henry Christy
Pour les articles homonymes, voir Christy.
Henry Christy, né le 26 juillet 1810 à Kingston-on-Thames, mort le 4 mai 1865 à Lapalisse (Allier- France) est un ethnologue et préhistorien anglais.

## Biographie
Dans sa jeunesse, il travaille dans une fabrique de chapeaux que son père dirige à Stockport.

En 1830, son goût pour la science l'amène à entreprendre des voyages dans le but de former des collections de géologie et d'archéologie, au Mexique, au Canada, aux États-Unis, en Colombie, en Algérie, en Espagne, en France et dans les états scandinaves.
En 1858, il rejoint la Geological Society au moment où les découvertes par J. Boucher de Perthes de silex taillés en France et en Angleterre sont ouvertement reconnues, prouvant ainsi la grande ancienneté de l'homme.[réf. nécessaire]

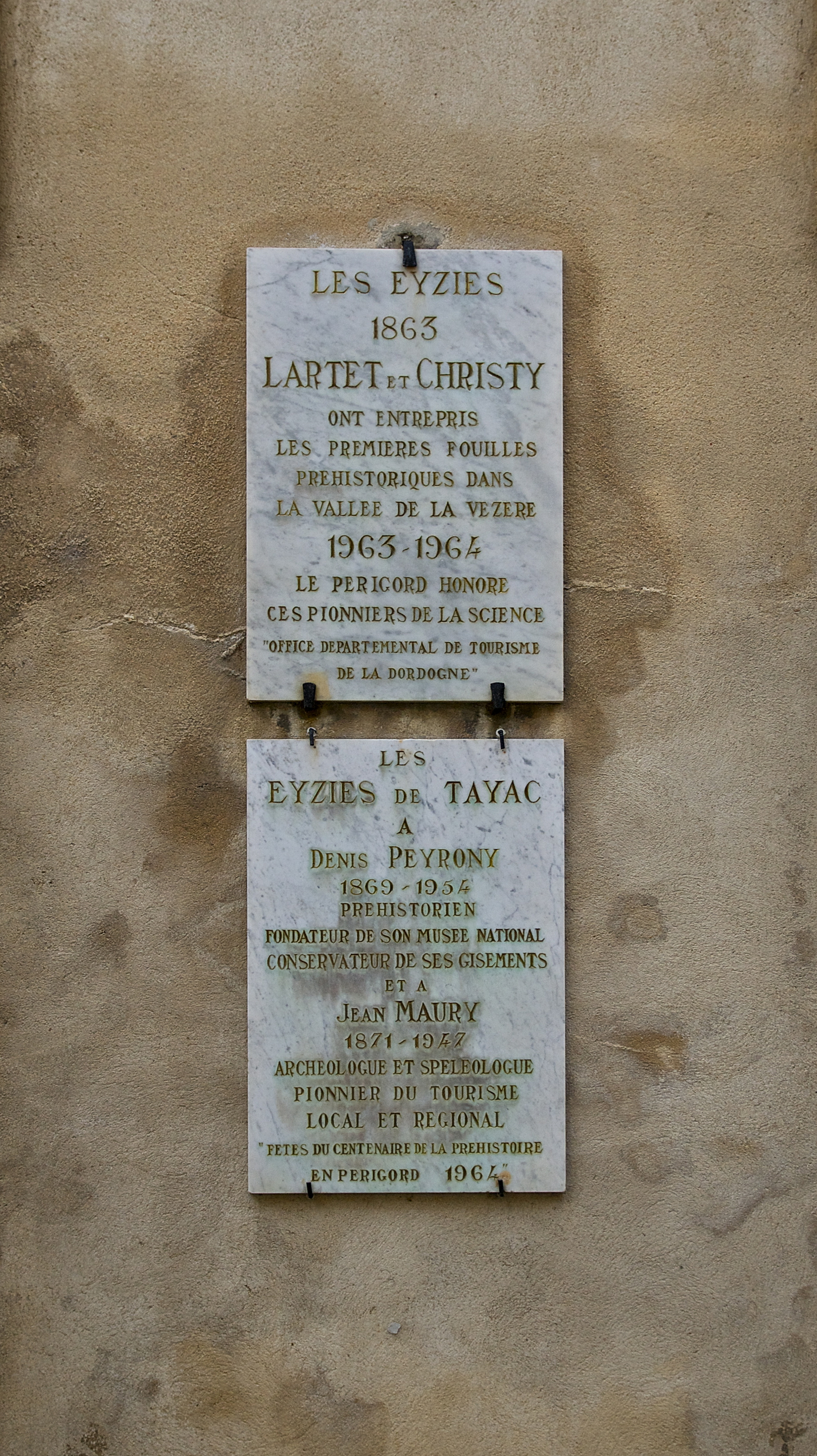
Plaques aux Eyzies de Tayac en Dordogne, l'une en hommage aux deux amis, Lartet et Christy.

Pendant l'hiver 1863-1864 Christy et son ami Édouard Lartet explorent de nombreuses cavernes de la vallée de la Vézère, un affluent de la Dordogne. Ils profitent de ce voyage pour rendre visite au vicomte de Gourgue et voir sa collection archéologique au château de Lanquais (Dordogne)>.
Les recherches que Christy finance permettent de découvrir l'homme de Cro-Magnon en 1868, dans une caverne près des Eyzies. À sa tâche, Christy consacre sans compter son temps et son argent. Ses recherches sont présentées en français dans un Compte-rendu de l'Académie des sciences le 29 février 1864 et en anglais dans les Transactions of the Ethnological Society of London le 21 juin 1864.[réf. nécessaire]
Cette même année 1864, il explore de nouveau la grotte inférieure du Ker de Massat où il observe les restes d'un renne, vestiges confirmés un peu plus tard par Félix Garrigou
Selon sa volonté, la magnifique collection archéologique de Christy est léguée à la nation : en 1884, elle est accueillie au British Museum.
Christy a pris également une part importante dans un grand nombre d'actions philanthropiques de son temps, aidant particulièrement les victimes de la famine irlandaise de 1847.

## Iconographie
À Saint-Germain-en-Laye, le musée d'archéologie nationale conserve un buste du sculpteur britannique Thomas Woolner le représentant.